# Металлург (санаторий, Сочи)
«Металлург» — клинический санаторий в городе Сочи с профилем лечения заболеваний органов кровообращения, опорно-двигательного аппарата и нервной системы.

## Описание
«Клинический Санаторий «Металлург» располагается на Курортном проспекте, центральной улице города Сочи. Территория представляет собой парковую зону с растениями, свойственными субтропикам, а также вечнозелеными и хвойными деревьями. Санаторием получен сертификат соответствия стандартам трех звезд. Предоставляется лечение на Мацесте. На территории имеется собственный питьевой бювет с минеральной водой "Пластунская".

## История
Строительство санатория велось в рамках реализации послевоенного проекта планировки Сочи-Мацестинского курорта, выполненного под руководством инженера-планировщика И.К. Жилко и утвержденного в 1948 году.
Решением Исполнительного комитета Сочинского городского Совета депутатов трудящихся от 30 января 1948 года (протокол № 5, пункт 22/1) на горе Бытха были отведены участки общей площадью 7,03 га Министерству металлургической промышленности СССР под строительство санатория.
Проект нового санатория был создан тремя советскими архитекторами: Ольгой Александровной Угрюмовой (1913-2009), Яковом Осиповичем Свирским (1902 – 1990-е(?)) и Георгием Леонидовичем Битовым (1902 – 1977; отцом писателя Андрея Битова).  Нельзя не подчеркнуть, что вся пространственная организация санаторного комплекса решалась в теснейшей связи с природным окружением. По замечанию Н.Б. Соколова, «самый факт включения природы в архитектурную композицию большого населенного места должен быть отнесен к числу завоеваний советской архитектуры», и «нигде не проявилось значение этой стороны советского зодчества с такой яркостью, как в Сочи». Целебные ресурсы Сочи-Мацестинского района, игравшие роль градоформирующих факторов, повлиявших на формы расселения в данном районе, в сочетании с топографией курорта обусловили ведение застройки «не городскими, сельскими, дачными или индивидуальными методами, а по особой (типичной для некоторых других советских курортов) системе – большими комплексами, составляющими самостоятельные ансамбли в пределах общего ансамбля курорта»
В январе 1951 года, началось строительство санатория.
1 октября 1955 года на основании Постановления Совета министров СССР от 16 ноября 1947г. № 3843 и Приказа Министерства черной металлургии СССР от 12 сентября 1955 г. № 381 было утверждено Положение о санатории «Металлург» Министерства черной металлургии СССР
Актом от 30 июня 1956 года оконченный строительством санаторий «Металлург» на 350 мест был принят в эксплуатацию
В 1956 году санаторий «Металлург» вошел в ведение Сочинского территориального управления курортов, санаториев и домов отдыха Министерства здравоохранения РСФСР. С 1960 года он находился в ведении Сочинского территориального курортного управления профсоюзов, а с 1962 года - Сочинского территориального Совета по управлению курортами профсоюзов
Несомненные архитектурно-художественные достоинства, акцентная роль в пространстве курорта обусловили придание санаторию особого статуса. Решением Исполнительного комитета Краснодарского краевого Совета депутатов трудящихся от 31 августа 1981 года № 540 комплекс зданий и сооружений санатория «Металлург» был поставлен на государственную охрану как памятник архитектуры местного значения, получившем в государственном списке памятников номер 3116.
В 1993 году санаторий перешел в собственность образованного в соответствии с постановлением Президиума Совета Федерации независимых профсоюзов России (ФНПР) от 16 февраля 1993 года № 2-3 акционерного общества закрытого типа (АОЗТ) «Металлург-курорт»
С 1994 года в здании Большого пансионата действует филиал Московского центра микрохирургии глаза им. С. Федорова.
Очередное преобразование, на этот раз из акционерного общества закрытого типа «Металлург-Курорт» в закрытое акционерное общество «Клинический санаторий «Металлург», зафиксировано уставом санатория за 2002 год.
Со вступлением в силу Федерального Закона от 25 июня 2002 года № 73-ФЗ «Об объектах культурного наследия (памятниках истории и культуры) народов Российской Федерации» памятник получил статус объекта культурного наследия регионального значения, включенного в единый государственный реестр объектов культурного наследия.
С момента создания в 1956 году здания и сооружения, а также природный парк санатория «Металлург» сохраняют в целом свою изначальную гармоничную целостность, являя собой пример выдающегося архитектурно-природного ансамбля.

## Лечение
«Клинический Санаторий «Металлург» является многопрофильным лечебно-профилактическим учреждением и принимает на лечение по следующим направлениям:
- опорно-двигательный аппарат (позвоночник)
- нервная система
- сердечно-сосудистая система
- кожные заболевания (псориаз)
- гинекология
- урология
- профессиональные заболевания